# Fano
Fano é uma comuna italiana da região de Le Marche, Província de Pesaro e Urbino, com cerca de 57.374 habitantes. Estende-se por uma área de 121 km², tendo uma densidade populacional de 474 hab/km². Faz fronteira com Cartoceto, Mombaroccio, Mondolfo, Pesaro, Piagge, San Costanzo.
A tradição diz que, em Fano, nasceu a famosa moretta (negrita), um café alcoólico conhecido em toda a Itália.

## Geminação
- Rastatt, Alemanha
- Saint-Ouen-l'Aumône, França
- St Albans
- Stříbro

## Filhos notórios
- Clemente VIII, Papa da Igreja Católica entre 1592 e 1605[4]

- Ver Biografias de personalidades nascidas em Fano